# Xã Hopewell, Quận Marshall, Illinois
Xã Hopewell (tiếng Anh: Hopewell Township) là một xã thuộc quận Marshall, tiểu bang Illinois, Hoa Kỳ. Năm 2010, dân số của xã này là 562 người.